# (4535) Adamcarolla
(4535) Adamcarolla est un astéroïde de la ceinture principale.

## Description
(4535) Adamcarolla est un astéroïde de la ceinture principale. Il fut découvert le 28 août 1986 à La Silla par Henri Debehogne. Il présente une orbite caractérisée par un demi-grand axe de 2,79 UA, une excentricité de 0,16 et une inclinaison de 7,8° par rapport à l'écliptique.

## Compléments